# Alexios (personaggio)
Alexios "Ombra dell'Aquila" (Sparta, 453 a.C.–Santorini) è un personaggio immaginario del videogioco Assassin's Creed: Odyssey (2018), appartenente alla celebre saga di Assassin's Creed. Insieme alla sorella Kassandra è uno dei due protagonisti del videogioco.
Alexios era il fratello di Kassandra e il nipote, da parte di sua madre Myrrine, del re Leonida di Sparta; nonostante fosse stato cresciuto dal marito della madre, Nicolao, in seguito fu rivelato figlio biologico del filosofo Pitagora. Essendo un diretto discendente degli Isu, egli possedeva delle abilità speciali uniche, tanto da essere considerato una minaccia agli occhi delle organizzazioni segrete dell'epoca.
Nella seconda metà del V secolo avanti Cristo, Alexios divenne un mercenario molto noto nell'Antica Grecia, ottenendo il soprannome di "Ombra dell'Aquila", e combatté durante la Guerra del Peloponneso. Egli, inoltre, venne a conoscenza dei segreti della Setta di Cosmos, un'organizzazione senza scrupoli che si poneva l'obiettivo di controllare tutta la Grecia; per la sua opposizione alla setta, Alexios è considerato uno dei primi precursori dell'Ordine degli Assassini.
Alexios è uno dei due personaggi giocabili del videogioco. Se si sceglie di giocare con sua sorella Kassandra le biografie saranno invertite e Alexios sarà l'antagonista principale. In questa pagina viene descritta la storia di Alexios se si seleziona come protagonista Kassandra. Se si sceglie di giocare con Alexios per la sua storia come misthios leggere la pagina di Kassandra (i personaggi condividono la stessa storia se scelti come protagonisti).

## Biografia

### Antefatti
(Nota bene: viene descritta la biografia se scegliamo Kassandra come personaggio giocante)
Alexios nacque a Sparta da Nicolao e Myrinne. Poiché la setta di Cosmos aveva convinto gli anziani della città che egli fosse maledetto attraverso le parole dell'oracolo di Delfi, fu condannato ad essere gettato dalla cima del monte Taigeto.
La notte della sua esecuzione la sorella Kassandra, adirata per aver visto quella che sembrava la morte del fratello, gettò il suo carnefice nel baratro e successivamente fu gettata ella stessa da Nicolao per aver infranto la legge spartana.

### La nascita di Deimos
Alexios fu raccolto in fin di vita dalla madre e portato al tempio di Asclepio per ricevere cure, ma i sacerdoti, essendo sotto influenza della setta, dissero a Myrinne che non aveva più speranze e lo diedero in custodia a Criside, membro del culto. Ella lo crebbe insieme ad altri bambini per poi trasformarlo in una macchina assassina e priva di scrupoli. Venne plasmato dalla setta in ogni cosa e gli venne fatto credere che la sua famiglia non lo aveva mai amato e che avevano cercato di ucciderlo sul Monte Taigeto. Col passare degli anni Alexios divenne molto più forte e cominciò a scalare i ranghi della setta fino a diventare uno degli esponenti più potenti al punto da rubare il ruolo di leader ad Aspasia. Qui Alexios cambiò il nome in Deimos cominciando a credere di essere un semi-dio e di essere il prescelto che avrebbe cambiato il mondo. Divenne il de facto leader della setta, costringendo i suoi membri a sacrifici di sangue e non risparmiandoli dalla sua violenza. Le gesta di Alexios con lo pseudonimo di Deimos divennero famose in tutta la Grecia e tutti lo temevano se incrociavano la sua strada.

### Incontro con Kassandra
Nel 431 a.C. durante una riunione della setta, Deimos (Alexios) riunì tutti attorno al manufatto della Prima Civilizzazione per cercare il traditore che si era infiltrato uccidendo il vero adepto. Deimos utilizzò il manufatto per vedere i ricordi di ogni membro per capire chi fosse il vero traditore. Ad un certo punto uno di essi mostrò dei ricordi che riguardavano pure Deimos e questi capì che sotto la maschera c'era sua sorella. Desideroso di sapere la verità  uccise la prima persona a portata di mano per dire che era il traditore. Finita la riunione, la sorella Kassandra seguì Deimos fino all'isola di Andro e dopo che ella rinforzò la Lancia di Leonida decise di fermarlo per parlare. Deimos è confuso e nonostante sappia che Kassandra sia sua sorella non vuole legarsi a lei e le dice di stare alla larga dalla Setta di Cosmos altrimenti l'avrebbero uccisa, segno che in cuor suo vuole ancora bene alla sorella. Kassandra cerca di avvicinarsi ad Alexios ma quest'ultimo è titubante perché furioso, in quanto pensa che lei e Myrrine (la madre) lo abbiano abbandonato. Dopodiché i due si separano.

### Guerra del Peloponneso
Nel 429 a.C. Alexios decise di colpire Atene approfittando della pestilenza che aveva colpito la città. Ordinò a Cleone di fomentare il popolo contro Pericle e quando quest'ultimo si recò al Partenone per pregare gli Dei, Alexios lo raggiunse e lo uccide tagliandogli la gola. Con la sua morte, Alexios ha permesso al suo adepto Cleone di salire al potere e diventare il nuovo monarca di Atene. Nel 425 a.C. Cleone ormai diventato il nuovo leader di Atene decide di attaccare Sparta ed inizia la battagli di Pilo. Alexios supporta l'esercito ateniese e nella battaglia ferisce gravemente il comandante spartano Brasida per poi affrontare sua sorella Kassandra. Alexios dimostra di possedere delle abilità straordinarie nel combattimento riuscendo a mettere in difficoltà la sorella. Alla fine Kassandra viene catturata e imprigionata ad Atene. Qui Alexios decide di parlare con lei per capire perché ella pensa che la setta lo stia usando, dopodiché lascia la prigione. Nel 422 a.C. combatte nella battaglia di Anfipoli supportando ancora una volta il suo compagno Cleone e nella battaglia si nota subito la sua potenza e affronta nuovamente Brasida uccidendolo definitivamente conficcandogli una lancia in testa. Si appresta ad affrontare sua sorella ma viene colpito da una freccia scagliata da Cleone che era indirizzata verso Kassandra. Quest'ultima lo crede morto e inizia a inseguire Cleone. Alexios tuttavia riesce a sopravvivere.

### Morte
Tempo dopo, sempre nel 422 a.C., Alexios dopo essersi ripreso si reca sul Monte Taigeto per incontrare Kassandra e la madre Myrrine. Qui Alexios inizia a discutere con le tre facendo capire a loro come la setta lo ha plagiato, infatti crede che sua madre lo ha abbandonato. Myrrine cerca di far capire che non è vero, tuttavia per una frazione di secondi la madre riesce ad instaurare un rapporto con Alexios e quest'ultimo dice che ha compiuto azioni orribili e che non potrà mai cambiare. Kassandra a malincuore è costretta a combattere contro il fratello uccidendolo sotto gli occhi della madre ponendo fine alla leggenda di Deimos.

## Il personaggio

### Personalità
Alexios da quando venne preso dalla Setta di Cosmos essi cominciarono a crescerlo secondo i loro ideali. Insieme ad altri bambini fu cresciuto da Criside che lo crebbe con metodi spietati per renderlo una macchina da guerra priva di sentimenti e ottenne tale risultato. Alexios diventato adulto assunse il soprannome di "Deimos" per incutere paura ai suoi nemici e alla setta stessa. Divenne spietato, crudele e arrogante. Scalò i ranghi della setta fino a soppiantare Aspasia e a diventare il nuovo leader della Setta. Nonostante venne cresciuto dalla setta stessa egli non si fida di nessuno e incute paura e terrore perfino ai suoi stessi adepti al punto di ucciderli se per caso non adempiono al loro ruolo. Se è minacciato non esita due volte ad uccidere e prova piacere nel torturare le persone e a dimostrare la sua potenza. Credendosi imbattibile comincia a pensare di essere un semidio e il prescelto che cambierà il mondo. La setta gli ha fatto il lavaggio del cervello facendogli credere che la sua famiglia lo ha abbandonato perché non lo amava, così ha cominciato a provare odio verso tutta la sua famiglia ma in cuor suo li ama ancora.
Sotto il suo carattere spietato e minaccioso in realtà si nasconde una persona psicologicamente triste, depressa e sola e che l'unica cosa che vuole è vivere una vita normale. Nonostante voglia questa vita, la setta ha plasmato la sua mente che non c'è più una vita di ritorno, infatti ha ucciso senza pietà sua madre. Se si consegna la lancia di Leonida in segno riconciliazione, Alexios commosso da tale gesto capisce di essere diventato un mostro e chiede perdono alla madre e Kassandra riuscendo a ricongiungersi.
Alexios è stato addestrato per anni dalla setta di Cosmos per diventare il perfetto guerriero. Essendo un ibrido umano-isu possiede abilità che, combinate all'utilizzo della "spada di Damocle", lo rendono un guerriero temibile.
Usando il suo frutto dell'Eden è in grado di scagliare onde d'urto, lanciare fasci di energia e generare zone di energia che provocano danno.

## Curiosità
- Alexios è uno dei due protagonisti selezionabili di Assassin's Creed: Odyssey, insieme a Kassandra. Indipendentemente da chi il giocatore sceglie i due personaggi condividono la stessa storia, tuttavia Ubisoft ha confermato che quello canonico è Kassandra. Se il giocatore sceglie Alexios come protagonista, il suo ruolo e quello di Kassandra si invertono e quest'ultima ne diventa la sorella minore. Indipendentemente da ciò, entrambi condividono le stesse opzioni romantiche.
- Alexios è il protagonista di Odyssey preferito dai giocatori: è stato scelto dai 2/3 di essi.
- Sebbene nello scontro finale contro Alexios si abbia la possibilità di risparmiarlo o ucciderlo, il libro ufficiale del gioco ne ha canonizzato la morte.
  - Se si decide di risparmiarlo egli verrà arruolato sull'Adrestia.